# 飞越地震
飞越地震（日语： Hietsu Jishin，又称安政飞越地震）是指1858年（安政五年）4月9日凌晨1时左右发生于越中国和飛驒国边境的强烈地震。该次地震震中位于今日的富山县和岐阜县的边界，震级被推定为7.0级至7.1级左右。

## 震害情况
飞越地震导致以北陆地方和飛驒国为中心的地区成为灾区，共有426人在此次地震中死亡，同时还有646人受伤。有2190户房屋全毁、半毁或受滑坡冲蚀。其中，飞驒地区的死者数量最多，达到了200至300人。富山藩在见闻录中以“地面呈阶梯状隆起”、“水混杂着白沙一下子喷涌而出”等文字描述了这场震灾的地表隆起现象与土壤液化现象。
受地震影响，位于飞驒山脉立山连峰的鳶山发生了山体滑坡，史称鳶山崩塌。由此，立山破火山口流入了大量的泥沙，常愿寺川河道被碎石阻塞，形成了堰塞湖。该堰塞湖在同年4月23日、6月8日的余震发生后两度决堤，对下游地区造成了灾难。相当于3万石以上的田地被土砂掩埋，致使大量人员被埋，许多房屋被毁。

## 后人研究

### 地震规模
关于该次地震的震级，不同学者发表了不同的看法。宇佐美龙夫（1996）和地震调查委员会（1994）推测的规模为7.0级至7.1级，都司嘉宣（2002）、松浦律子（2006）推测的规模为7.3级至7.6级。

### 地震序列
根据当时书籍的记载内容推测，这次地震有可能不是单主震型地震，而是双主震型地震。同时，现人还推测出从京都到长野的广阔范围内摇晃的程度均达到了现行标准的震度5以上。日本学者小松原琢在2015年日本地球行星科学学会发表上称，从受灾情况来看，如果飞越地震是双主震型地震，则第一震在迹津川断层中央附近，而第二震发生在御母衣断层。

### 震源断层
据推测，飞越地震是由位于今岐阜县北部、富山县境内的迹津川断层活动所致。竹内章等人根据种种调查，得出了迹津川断层曾活跃过的结论。然而，根据地震规模和断层长度的关系式得出的地震预测规模（8级程度）和宇佐美龙夫推测出的规模（7级程度）不符。也就是说，这次地震并不是迹津川断层整体活动的产物，而是仅一部分发生了断层活动的情况可能性较大。
2002年，片川秀基在真川流域的断层露头处没能发现19世纪的活动痕迹。同时，在迹津川断层的东端附近的地表上没有找到震源断层。然而，另一方面，道家凉介于2009年根据在岐阜县飞驒市神冈町佐古发现的断层露头的年代测定结果，得出了飞越地震时产生断层位移的结果，支持了迹津川断层全体发生了活动的说法。